# 多チャンネル放送の一覧

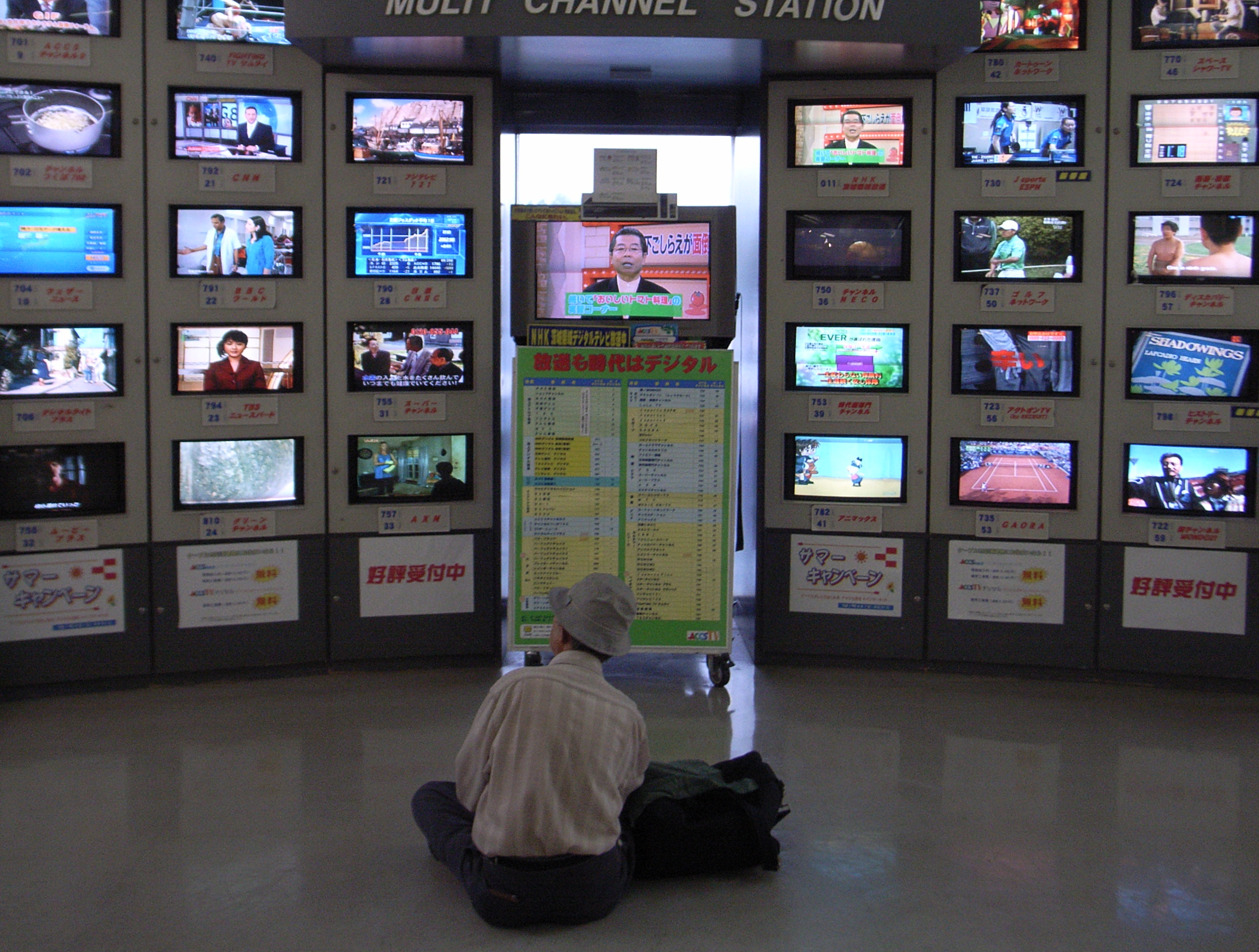
ケーブルテレビでは、多数の放送チャンネルを有線放送している。（2007年、日本・茨城県つくば市のケーブルテレビ局）

多チャンネル放送（Multi-channel broadcasting）とは、多数の専門チャンネルおよび放送番組コンテンツにより行われる放送サービス。通常、有料により行われる。また、通常のテレビ放送とは異なる通信回線や設備を使用する事も多い。
なお、衛星デジタル放送、地上デジタル放送で行われる、「標準画質による多チャンネル放送」については、それぞれ各項目を参照の事。

## 多チャンネルテレビ放送

### 日本国内
- ケーブルテレビ（CATV）

（アナログ、デジタルの各方式によるもの。単なる共同受信の局を除く）
日本国内の各局については、ケーブルテレビ局の一覧を参照。
- 日本の衛星放送によるもの
  - スカパー!（東経110度CS・BS放送）（スカパーJSAT）
  - スカパー!プレミアムサービス（東経124・128度CS放送）（スカパーJSAT）

チャンネルの一覧については、スカパー! チャンネル一覧を参照。
  - （日本撤退）ディレクTV（東経144度。1997年12月 - 2000年9月）
  - （過去）WOWOWデジタルプラス（東経110度CS放送。2004年11月 - 2006年12月）（WOWOW）
- 日本の光放送によるもの（光CATV）
  - eo光テレビ（ケイ・オプティコム）
  - スカパー!プレミアムサービス光・光パーフェクTV!（スカパーJSAT）
  - ピカラ光てれび（STNet）
  - KCN eo光テレビ（近鉄ケーブルネットワーク）
  - BBIQ光テレビ（九州通信ネットワーク）
- 日本のIP放送によるもの
  - auひかり ビデオ・チャンネル（KDDI）
  - ひかりTV（アイキャスト）
  - （過去）BBTV（ビー・ビー・ケーブル。2001年4月 - 2013年3月）

### 日本国外
- 衛星放送によるもの
  - ディレクTV
  - ディッシュ・ネットワーク
  - Sky Digital（BスカイB）
  - CanalSat
  - DIGITAL+
  - PREMIERE
  - SKY Italia（ニューズ・コープ）
  - AUSTAR
  - STAR（ニューズ・コーポレーション）
  - SkyLife
- ケーブルテレビ
- 光放送

## 多チャンネルラジオ放送

### 日本国内
- 衛星放送によるもの
  - SOUND PLANET（USEN）
  - （過去）ミュージックバード（1992年8月 - 2011年7月）
  - （過去）SPACE DiVA（2005年4月 - 2024年2月）（ミュージックバード）
  - （過去）モバHO!（2004年10月 - 2009年3月）（モバイル放送）
- 有線ラジオ放送によるもの
  - USEN440（USEN）
  - キャンシステム

### 日本国外
- 衛星放送によるもの
  - シリウスXM（Sirius XM Radio）
    - Sirius Satellite Radio（シリウス）
    - XM Satellite Radio（XM）

2008年、シリウスとXMが合併、シリウスXMとなったが、サービスは統合されていない。